# 1. Amateurliga Schwarzwald-Bodensee 1977/78
Die 1. Amateurliga Schwarzwald-Bodensee 1977/78 war die letzte Saison der 1. Amateurliga, die 1978 durch die Oberliga Baden-Württemberg als neue dritthöchste deutsche Spielklasse unter der 2. Bundesliga ersetzt wurde. Der SSV Reutlingen 05 gewann die letzte Meisterschaft mit neun Punkten Vorsprung vor dem FV Biberach. Reutlingen qualifizierte sich damit für die Aufstiegsrunde zur 2. Fußball-Bundesliga, scheiterte hierbei jedoch am südbadischen Vertreter SC Freiburg.
Nach dem verpassten Aufstieg spielte der SSV Reutlingen 05 in der Folgesaison erneut drittklassig. Neben Reutlingen qualifizierten sich die vier auf den folgenden Plätzen abschließenden Vereine FV Biberach, FC Tailfingen, FV Ravensburg sowie VfB Friedrichshafen für die neue Liga.
Der SV Kressbronn, der TSV Tettnang, die SG Aulendorf und der SV Weingarten mussten in die als fünfthöchste Ligastufe neu geschaffene Landesliga absteigen.
Die restlichen Mannschaften verblieben in der ab 1978 als viertklassige Verbandsliga Württemberg weitergeführten Spielklasse.

## Abschlusstabelle
| Pl. | Verein                | Sp. | Tore  | Punkte |
| --- | --------------------- | --- | ----- | ------ |
| 01. | SSV Reutlingen 05 (M) | 32  | 97:27 | 54:10  |
| 02. | FV Biberach           | 32  | 57:23 | 45:19  |
| 03. | FC Tailfingen         | 32  | 71:30 | 44:20  |
| 04. | FV Ravensburg         | 32  | 62:45 | 43:21  |
| 05. | VfB Friedrichshafen   | 32  | 56:47 | 40:24  |
| 06. | BSV Schwenningen (A)  | 32  | 69:52 | 38:26  |
| 07. | SV 03 Tübingen        | 32  | 44:33 | 38:26  |
| 08. | FC Wangen 05          | 32  | 44:48 | 37:27  |
| 09. | FV Ebingen            | 32  | 43:49 | 30:34  |
| 10. | TSV Ofterdingen       | 32  | 46:43 | 29:35  |
| 11. | SpVgg Lindau          | 32  | 52:74 | 28:36  |
| 12. | FC 08 Tuttlingen      | 32  | 39:46 | 26:38  |
| 13. | TSG Tübingen (N)      | 32  | 45:70 | 23:41  |
| 14. | SV Kressbronn         | 32  | 35:52 | 22:42  |
| 15. | TSV Tettnang (N)      | 32  | 35:68 | 17:47  |
| 16. | SG Aulendorf          | 32  | 25:62 | 17:47  |
| 17. | SV Weingarten         | 32  | 21:72 | 13:51  |

| (M) | 1. Amateurligameister Schwarzwald-Bodensee 1976/77 |
| (A) | Absteiger aus der 2. Bundesliga Süd 1976/77        |
| (N) | Aufsteiger aus den 2. Amateurligen 1976/77         |

## Aufstiegsrunde zur 2. Bundesliga Süd
Als Meister der 1. Amateurliga Schwarzwald-Bodensee traf der SSV Reutlingen 05 in der Aufstiegsrunde zur 2. Fußball-Bundesliga auf den SC Freiburg, den SSV Ulm 1846 und den FV Weinheim. Nach drei Siegen und drei Niederlagen belegten die Reutlinger mit 13:10 Toren und 6:6 Punkten den dritten Platz hinter Ulm und Zweitligaaufsteiger SC Freiburg.
| Pl. | Verein            | Sp. | Tore  | Punkte |
| --- | ----------------- | --- | ----- | ------ |
| 1.  | SC Freiburg       | 6   | 14:06 | 10:02  |
| 2.  | SSV Ulm 1846      | 6   | 11:11 | 07:05  |
| 3.  | SSV Reutlingen 05 | 6   | 13:10 | 06:06  |
| 4.  | FV Weinheim       | 6   | 06:17 | 01:11  |